# Učni objekt
Učni objekt je definiran kot:
- »Katerokoli bistvo v digitalni ali nedigitalni obliki, ki se lahko uporabi za učenje, poučevanje, vzgajanje ali šolanje.«
- »Katerikoli digitalni vir, ki se lahko ponovno uporabi pri učenju«
- »Spletno bazirani kosi e-učnega materiala, ki so narejeni z namenom, da se naučijo/razložijo posamezne učne vsebine in cilji«

## Prenosljivost učnih objektov
Preden začne katerakoli ustanova (podjetje, šola, itn.) vlagati v razvoj in izdelavo učnega materiala, je potrebno razmisliti, kako bo učni material enostavno naložiti v LMS. Če je v nekem skupnem odprtem in lahko prenosljivem formatu XML, potem učnega materiala ni problem prenašati med različnimi sistemi. Če privzamemo, da lahko učni material vsebuje matematične formule, večpredstavne vsebine, itn., je lahko zahtevnost in zapletenost učnega materiala zelo velika.

## Vsebina učnih objekov
Učni objekti po navadi vsebujejo naslednje elemente:
- Splošen opis, ki vsebuje informacijo o:
  - tečaju,
  - jeziku,
  - témi,
  - ključne besede.
- Življenjski cikel:
  - verzija,
  - stanje.
- Vsebina:
  - besedilo,
  - spletne strani,
  - slike,
  - zvok,
  - animacije.
  - e-prosojnice.
  - film.
- Test, izpiti:
  - vprašanja,
  - odgovori.
- Pravice
  - cena,
  - založniške pravice,
  - omejitev uporabe,
- Povezanost z drugimi tečaji, učnimi vsebinami
  - predpogoji za tečaj.
- Stopnja zahtevnosti:
  - starostna stopnja,
  - tipičen učni čas,
  - težavnost.

## Metapodatki učnih objektov in iskalnost
Ena izmed ključnih lastnosti učnih objektov pri njihovi uporabi je iskalnost z iskalniki. Iskalniki iščejo po meta podatkih, ki jih imajo učni objekti. Učni objekti morajo imeti meta podatke.

## Ponovno uporabljivi učni objekti
Kot že ime pove, so učni objekti tako narejeni, da jih lahko ponovno uporabimo. Na ponovno uporabljivost učnega objekta vplivajo različni faktorji (področje uporabe, jezik, kultura, itn.).